# Focke-Wulf Fw 187 Falke

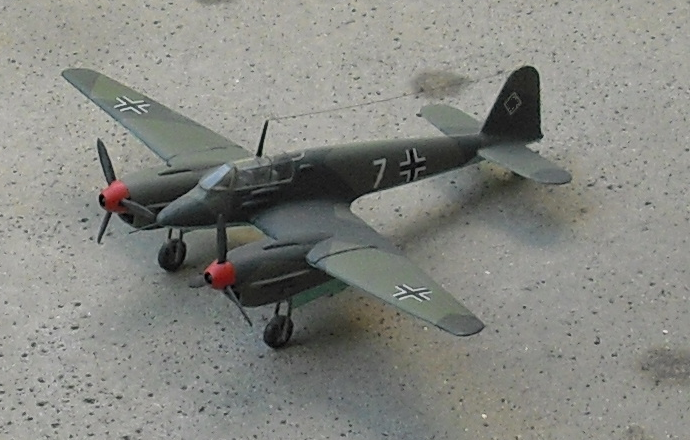
Focke-Wulf Fw 187 Falke (Skalmodell).

Focke-Wulf Fw 187 Falke var ett tyskt tungt jaktplan, som blev ett exempel på vad som verkar ha varit mera vanligt i Tyskland än i andra länder under 1930-talet. 
Utvecklingen av planet ledde till ett förvånansvärt bra jaktplan. Den första flygande prototypen visade sig ha en topphastighet som var 80 km/tim högre än motsvarande prototyp av Messerschmitt Bf 109, som var hälften så tung, utrustad med samma motor och som hade hälften så lång aktionsradie.
Av den första något så när stridsfärdiga versionen 187A-0 tillverkades endast tre exemplar och uppgifter om deras prestanda talar för att en fortsatt utveckling skulle ha kunnat frambringa ett tungt jaktplan klart överlägset Messerschmitt Bf 110. Falke kom aldrig ifrån prototypstadiet.